# ستيف براون (لاعب كرة قاعدة أمريكي)
ستيف براون (بالإنجليزية: Steve Brown)‏ هو لاعب كرة قاعدة أمريكي، ولد في 12 فبراير 1957 في سان فرانسيسكو في الولايات المتحدة.

## وصلات خارجية
- ستيف براون على موقعبيزبول رفرنس.كوم (الدوري الرئيسي) (الإنجليزية)
- ستيف براون على موقعبيزبول رفرنس.كوم (الدوري الثانوي) (الإنجليزية)